# Distrikt Chinchao
Der Distrikt Chinchao liegt in der Provinz Huánuco in der Region Huánuco in Zentral-Peru. Der Distrikt wurde am 2. Januar 1857 gegründet. Er hat eine Fläche von 1248 km². Im Jahr 2017 lag die Einwohnerzahl bei 13.411. Verwaltungssitz des Distriktes ist die Kleinstadt Acomayo, auf einer Höhe von 2110 m in einem linken Seitental des Río Huallaga gelegen. Acomayo liegt etwa 23 km nordöstlich der Regionshauptstadt Huánuco und hatte beim Zensus 2017 1985 Einwohner. Der ursprünglich zentrale südliche Teil des Distrikts wurde am 8. Dezember 2017 herausgelöst und bildet seither den Distrikt San Pablo de Pillao. Die Nationalstraße 18A von Huánuco nach Tingo María durchquert den Distrikt.

## Geographische Lage
Der Distrikt Chinchao liegt in der peruanischen Zentralkordillere. Der Fluss Río Huallaga bildet im Südwesten die südliche Distriktgrenze. Außerdem durchfließt er den nordöstlichen Teil des Distrikts in nördlicher Richtung. Der Distrikt Chinchao grenzt im Westen an den Distrikt Churubamba, im Nordwesten an den Distrikt Marías (Provinz Dos de Mayo), im Norden an den Distrikt Mariano Dámaso Beraún (Provinz Leoncio Prado), im Osten an die Distrikte Daniel Alomía Robles (ebenfalls Provinz Leoncio Prado) und Chaglla (Provinz Pachitea) sowie im Süden an die Distrikte San Pablo de Pillao und Umari (letzterer in der Provinz Pachitea).